# Luigi Durand de la Penne (D560)
Le Luigi Durand de la Penne (D560) est un destroyer, navire de tête de sa classe en service dans la marine italienne. Il porte le nom de Luigi Durand de la Penne, nageur de combat de la Regia Marina pendant la Seconde Guerre mondiale.

## Historique
Il est mis sur cale le 20 janvier 1988, lancé le 20 octobre 1989 par les chantiers Fincantieri et mis en service le 18 mars 1993 avec le numéro de coque D560.
En avril 1997, il achève son tour du monde après 46 000 milles et 35 visites de ports de 23 pays différents.
Du 11 février 2002 au 17 juin 2002, il participe à l'opération Enduring Freedom dans la mer d'Oman.
Durant l'opération Mimosa en 2006, le destroyer mouille au large du Liban pour mener une évacuation de civils de Beyrouth.
Le 4 septembre 2019, le Luigi Durand de la Penne accoste dans le port d'Odessa, en Ukraine, au cours duquel il rencontre les cadets de l'Académie maritime d'Odessa.
Le 25 août 2020, le destroyer mène un exercice avec le TCG Göksu en Méditerranée orientale.
Le 18 août 2021 à 4 heures du matin, après avoir traversé le Bosphore, le Luigi Durand de la Penne entre en mer Noire.
L'état-major de la Défense italien annonce le 16 juillet 2023 l'affectation du destroyer à l'opération Atalante du 11 juillet au 5 décembre 2023, couvrant, dans ce contexte, le rôle de vaisseau amiral du dispositif aéronaval de l'opération.